# Kantar (uzda)
Kantar – rodzaj uproszczonej uzdy bez wędzidła (dla konia, osła, muła lub innych zwierząt hodowlanych). Do kantara nie dopina się wędzidła, jego częścią jest natomiast kółko do mocowania uwiązu. Kantar umożliwia czyszczenie, prowadzenie i wykonywanie innych prac przy zwierzęciu.
Kantary najczęściej wykonywane są z nylonu, skóry lub rzemienia. Skórzane kantary stosowane są podczas trzymania konia w stanowisku lub boksie, ponieważ nie powodują odparzeń.

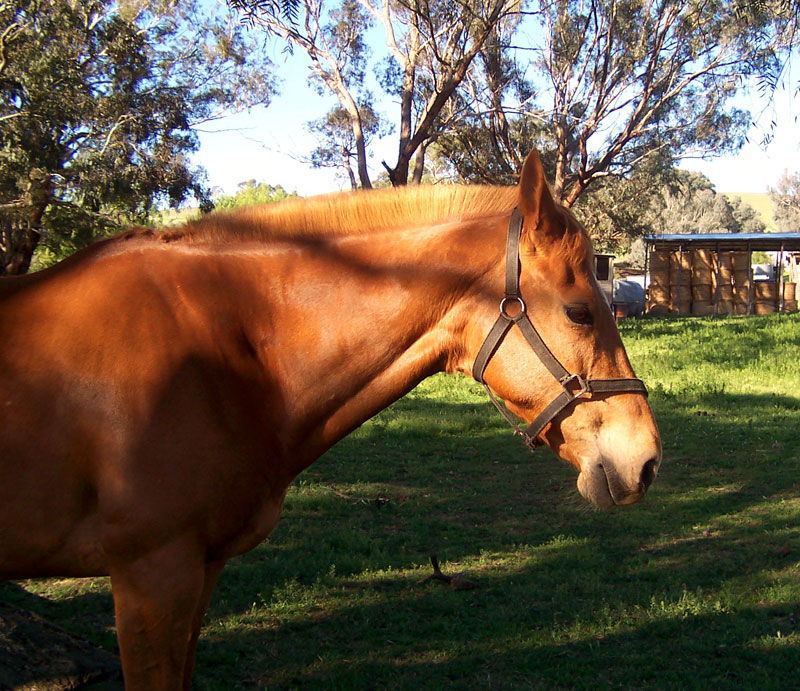
Koń z założonym kantarem
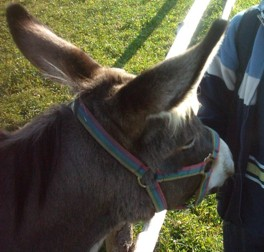
Osioł z założonym kantarem